# 臺灣議會期成同盟會
臺灣議會期成同盟會，是台灣日治時期負責推動議會設置請願運動的團體。原預定在台北結社，但因遭總督府取締而轉移至東京。

## 第一次結社經過
在進行第二次台灣議會設置請願運動之後，該運動領導者蔡培火、蔣渭水等人深感結社的重要，決定組織一個常設團體，以做長期抗爭，遂於請願運動進行到第三次時，組織「臺灣議會期成同盟會」。
大正12年（1923年）1月16日，蔣渭水等人以石煥長為負責人向台北北警察署提出成立「臺灣議會期成同盟會」的政治結社組織豫屆（報備），1月30日提出結社組織屆，但是，2月2日結社旋即遭到台北州警務部禁止，因此，結社活動就移到東京。

## 第二次結社經過
臺灣議會期成同盟會在台北被禁止結社，大正12年（1923年）2月，請願委員蔡培火、蔣渭水、陳逢源利用第三次赴東京請願之機會，2月16日在東京牛込區若松町（今新宿區若松町）台灣雜誌社舉辦籌備會，同日以林呈祿為負責人向早稻田警察署提出成立「臺灣議會期成同盟會」的政治結社組織豫屆，結果獲准在東京成立。2月21日同盟會在台灣雜誌社舉行成立典禮，本部也設於台灣雜誌社內。
臺灣議會期成同盟會在東京重新成立，總督府認為此舉違反《治安警察法》，引起檢舉同盟會會員的治警事件。

## 外部連結
- 臺灣議會期成同盟會會則 （页面存档备份，存于）
- 臺灣議會期成同盟會會則被日本警方認為背馳統治方針之報導 （页面存档备份，存于）